# Schweinehirt und seine Herde

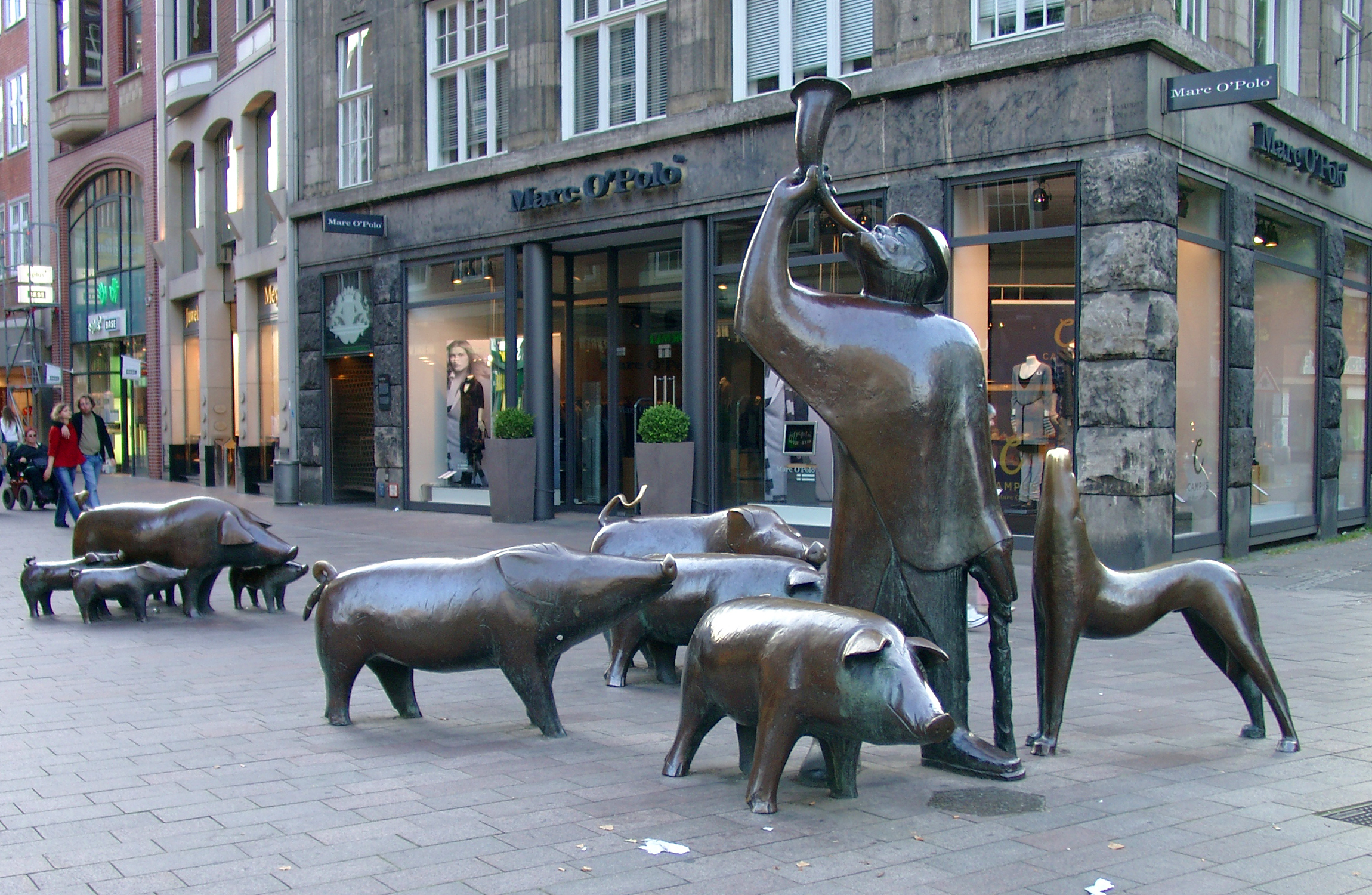
Schweinehirt, Hund und Herde

Der Schweinehirt und seine Herde ist eine bronzene Figurengruppe in Bremen-Mitte am Ende der Sögestraße nahe bei den Straßen Am Wall und Herdentorsteinweg. Sie wurde 1974 aufgestellt und wird in der Liste der Denkmale und Standbilder der Stadt Bremen geführt.

## Denkmal und Bedeutung
Das Denkmal, bestehend aus dem Schweinehirten, seinem Hund und seiner Herde mit fünf Schweinen und vier Ferkeln, wurde 1974 nach einem Entwurf des Bremer Bildhauers Peter Lehmann (1921–1995) aus Bronze gefertigt. Die beliebte Skulpturengruppe wurde von den Kaufleuten der Sögestraße finanziert. Sie steht für die Herkunft des Namens Sögestraße: Die heutige Fußgängerzone Sögestraße war im Mittelalter als Soghestrate (Plattdeutsch für Sauen) die Straße, an der wahrscheinlich viele Schweineställe standen. Damals trieben die Hirten die Schweine von hier durch das Herdentor in der Bremer Stadtmauer zur Bürgerweide, eine Allmendefläche (gemeinschaftliches Eigentum) vor der Stadt.
Die Bronzeschweinen werden von Kindern und Jugendlichen als Reittiere zum Spielen genutzt. Zudem wurde es auch zur Gewohnheit, sich „bei den Schweinen“ zu verabreden und sie als Sitzgelegenheiten zu verwenden.
Der Bildhauer Lehmann hat in Bremen zudem die steinerne Seelöwengruppe von 1964 in der Neuen Vahr geschaffen.